# Thomas Edison

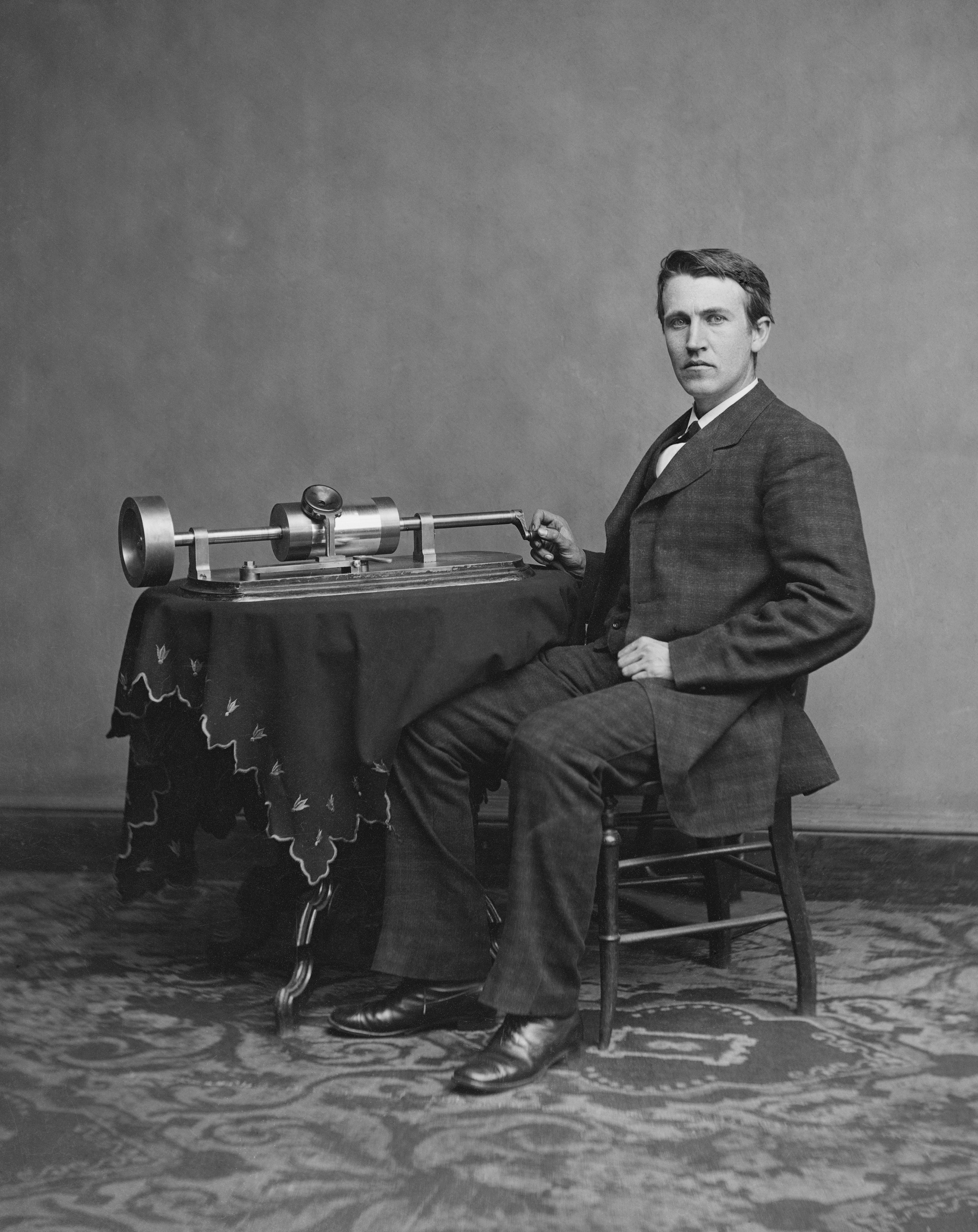
De jonge Edison naast zijn fonograaf. Omstreeks 1878

Thomas Alva Edison (Milan (Ohio), 11 februari 1847 – West Orange (New Jersey), 18 oktober 1931) was een Amerikaanse uitvinder en grootaandeelhouder van de General Electric Company, die zijn fortuin maakte door uitvindingen op te kopen waar hij marktkansen zag en de octrooien op zijn naam vast te laten leggen. Als deze succesvol bleken, verbeterde hij ze of breidde ze uit. Edison was lange tijd recordhouder voor het grootste aantal octrooien toegekend aan een persoon (ongeveer 1400).

## Jeugd
Thomas Edison was de zoon van de graanhandelaar Samuel Edison Junior (1804-1896) en Nancy Matthews Elliot (1810-1871), als laatste van zeven kinderen. Zijn broers en zusters waren: Marion, William Pitt, Harriet Ann, Carlile, Samuel en Eliza, waarvan de laatste drie hun kinderjaren niet overleefden. Hij groeide vanaf zijn negende op in Port Huron, Michigan. Thomas ging hooguit drie maanden naar school, hij kreeg vooral thuisonderwijs van zijn moeder, die onderwijzeres was geweest.
Toen hij twaalf was, werd hij krantenjongen in de trein. Hij verkocht kranten, broodjes, fruit en snoep aan treinreizigers. Hij tikte een drukpers op de kop en ging zelf in de goederenwagon een krant produceren om te verkopen. Zijn werk bestond voor een groot deel uit wachten op de terugreis. Die tijd vulde hij met het lezen van boeken over scheikunde, een vak dat hem zo interesseerde dat hij al gauw in de spoorwagon een laboratorium inrichtte om experimenten te doen. Toen daarbij brand ontstond raakte hij zijn baan kwijt en men zegt dat zijn gehoorproblemen ontstaan zijn door de draai om zijn oren die hij bij die gelegenheid van de conducteur kreeg. Hierdoor ondervond hij problemen op school. Tijdens zijn tienerjaren werd hij vrijwel geheel doof.
Kort daarna redde hij het zoontje van de stationschef Mackenzie in Mount Clemens door het kind weg te halen voor een losgeraakte treinwagon. Als beloning kreeg Edison van de vader enkele gratis lessen in de bediening van de net nieuw uitgevonden telegraaf. Hij werd toen nachttelegrafist bij de Grand Trunk spoorwegen in Canada. Toen eens de spoorbrug tussen zijn woonplaats Port Huron en het Canadese Sarnia – een zeer belangrijke verbinding – door ijsgang vernield werd, waarbij ook de telegraafkabel gebroken was, kwam hij op het idee een locomotief te lenen en de  Morsetekens met de stoomfluit akoestisch door te seinen.
Hierna werkte Edison bij een firma die beurstikkers, gebaseerd op de telegraaf, voor de beurs van New York produceerde. Hij wist in de apparaten verschillende verbeteringen aan te brengen en maakte hiermee zijn eerste fortuin. Samen met de $10.000 die hij had verdiend met de quadruplex-telegraaf liet Edison in Newark (New Jersey) een kleine werkplaats bouwen, het begin van zijn zakelijke imperium. Zijn eerste patent betrof een elektrische stemmachine (U. S. Patent 90,646), dat werd toegekend op 1 juni 1869.

## Menlo Park

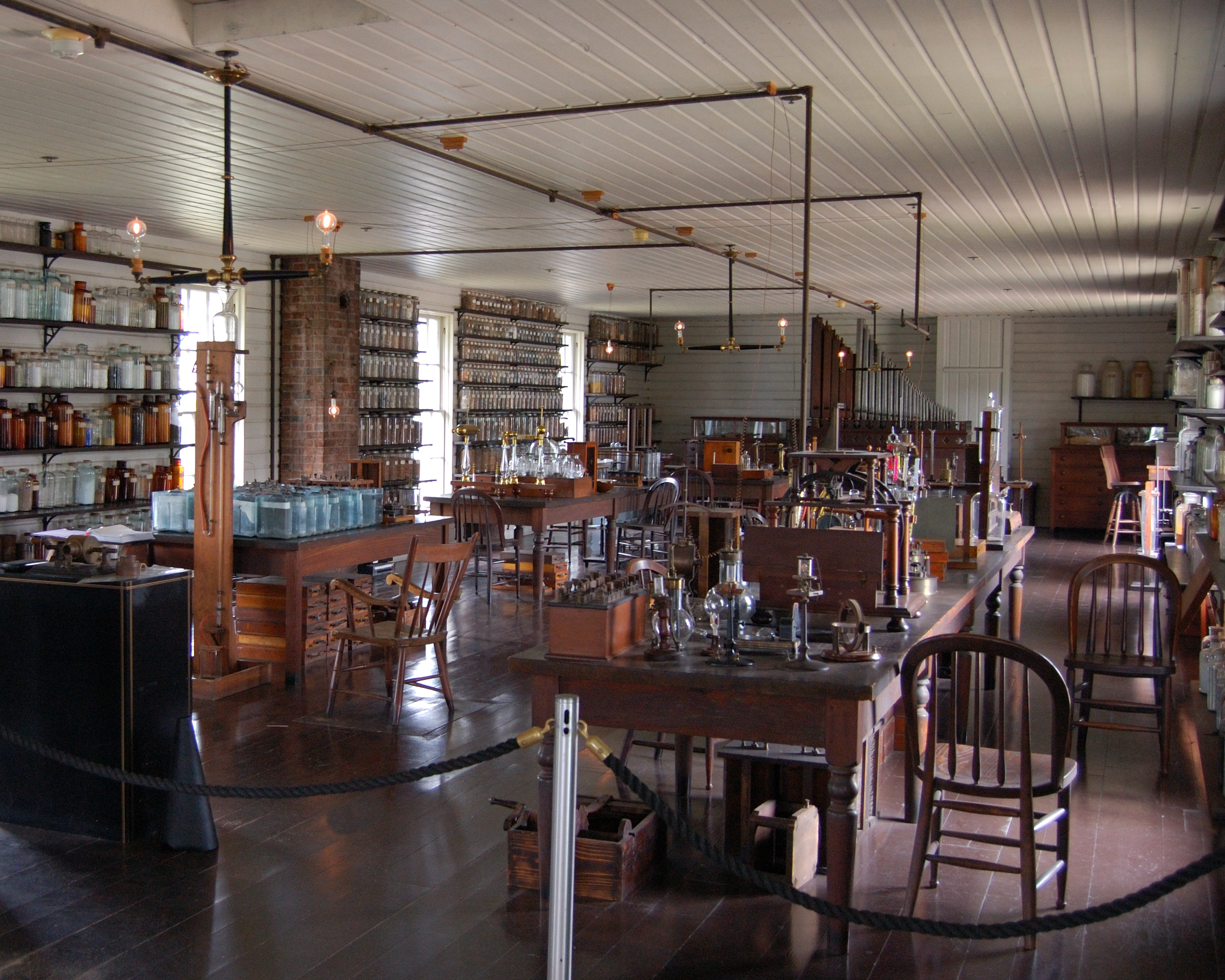
Edisons laboratorium in Menlo Park

Zijn grootste bijdrage aan de vooruitgang was misschien wel het onderzoekslaboratorium dat hij rond 1876 in Menlo Park, New Jersey liet bouwen. Dit was het eerste laboratorium dat speciaal was opgezet om nieuwe dingen te ontwikkelen en technologische vooruitgang te boeken en kan gezien worden als het eerste commerciële researchlaboratorium. Ieder technologiebedrijf heeft tegenwoordig zo'n zelfde soort lab. De meeste zaken die in Menlo Park werden bedacht en ontwikkeld werden op zijn naam geoctrooieerd, hoewel in feite Edison enkel de leiding had over het laboratorium en lang niet alles zelf bedacht. De gloeilamp (1879) en de fonograaf (1877) zijn twee van zijn bekendste producten.

### Gloeilamp

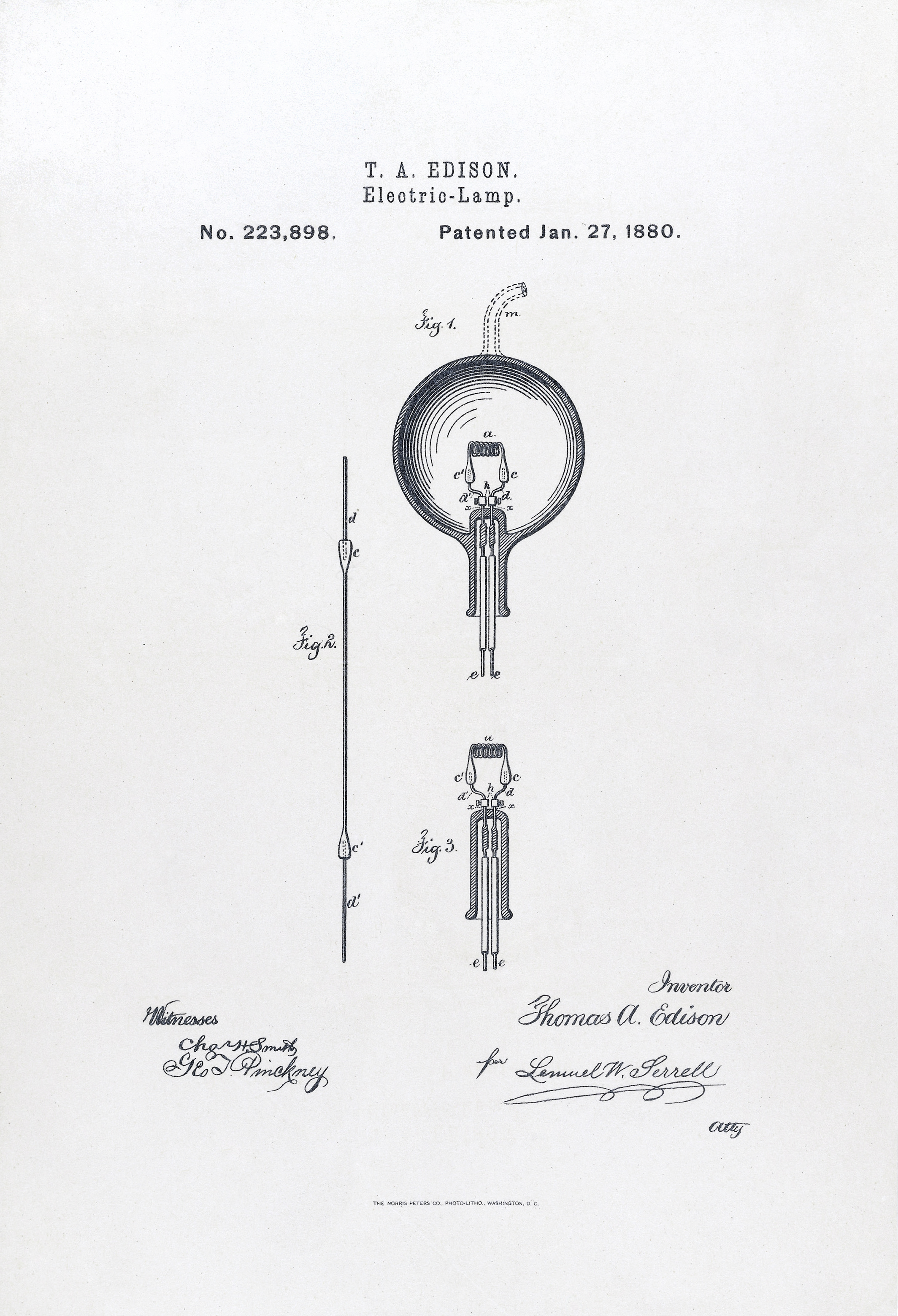
Edisons originele octrooiaanvraag van 27 januari 1880

Op 21 oktober 1879 brandde zijn gloeilamp met koolstofvezel voor het eerst. Ten opzichte van de bestaande verlichtingsbronnen in die tijd, zoals olielampen en kaarsen, was het een hele vooruitgang. Hoewel zijn eerste lamp het maar een paar uur uithield, slaagde hij er later in lampen te maken met een veel langere levensduur.
Om zijn uitvinding bekend te maken aan het New Yorkse publiek, bedacht Edison een publiciteitsstunt. Op oudejaarsavond 1879 liet hij rondom Menlo Park tientallen gloeilampen branden als feestversiering. Al snel daarna werd zijn gloeilamp een commercieel succes; in 1881 richtte hij de Edison Lamp Company op en begon de grootschalige serieproductie. Om in ieder huis zijn gloeilamp te laten branden legde Edison tevens de complete elektrotechnische infrastructuur aan.

#### Eerdere gloeilampen
In tegenstelling tot wat velen denken was Edison niet de uitvinder van de gloeilamp.
De gloeilamp werd reeds in 1806 bedacht door Humphry Davy.
Heinrich Göbel – een uit Duitsland afkomstige Amerikaanse immigrant – claimde dat hij in 1854 reeds een gloeilamp had gemaakt. Göbel was echter zijn tijd vooruit en kon door het ontbreken van een economische elektriciteitsbron zijn belangrijke uitvinding niet in de praktijk brengen. Later pakte Edison het bestaande idee op, verbeterde het procedé, en maakte er een werkend en bruikbaar product van.
Toen hij probeerde zijn uitvinding in het Verenigd Koninkrijk te patenteren bleek dat de Engelsman Joseph Swan – onafhankelijk van Edison – enkele maanden eerder de gloeilamp ook had uitgevonden en gepatenteerd. In eerste instantie probeerde Edison Swan te beschuldigen van plagiaat, maar de Britse justitie verwierp dit. Later legden ze hun juridische geschil bij en richtten ze in 1884 de Edison & Swan United Electric Company op.

### Ford
In 1891 kwam de toen 28-jarige Henry Ford bij Edison Illuminating Company werken. Ford was toen al bezig met het ontwerp van zijn auto, en het was Thomas Edison zelf die Ford, met de vuist op tafel slaand, aanmoedigde om een autofabriek te starten.

### Andere uitvindingen
Edison liet ook veel onderzoek doen op het gebied van de telegrafie.
In 1883 ontdekten onderzoekers het naar hem genoemde Edisoneffect, de stroomovergang in vacuüm tussen een gloeidraad en een metaalplaat, een ontdekking die van belang was voor de ontwikkeling van de elektronenbuis.

## West Orange
Rond 1887 liet Edison in West Orange, New Jersey, een compleet nieuw industrieel onderzoekslaboratorium bouwen dat tot de 20e eeuw onovertroffen bleef. Daarnaast liet hij in Florida een zomervilla bouwen om daar met zijn gezin de winters door te brengen. In 1887 werd hij onderscheiden met de Matteucci Medal. In 1888 en 1889 werkte hij aan een verbeterde uitvoering van de fonograaf, door wasrollen te gebruiken voor de geluidopnames in plaats van de tot dan gebruikte tinfolie.

### Cinema

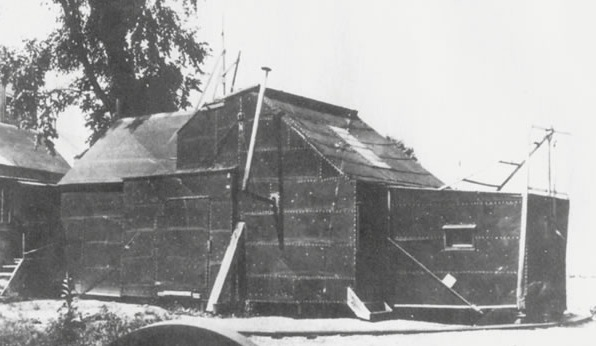
Black Maria filmstudio

Edison speelde ook een belangrijke rol bij de totstandkoming van de techniek van de film. Zo maakte hij in 1888 samen met William Kennedy Dickson de eerste filmprojector, de kinetoscoop. Hun uitvinding bevatte een doorlopende 35mm-filmstrook met afzonderlijke beelden. Als deze beelden een voor een kort achter elkaar werden belicht ontstond de indruk van bewegende beelden.
Voor het maken van filmstroken voor de kinetoscoop werd op het terrein van Edisons laboratoria in West Orange de filmstudio "Black Maria" gebouwd. Hier traden onder andere circus-, variété- en music-hallartiesten op. Op 14 april 1894 werd op Broadway in New York de eerste kinetoscoop-salon geopend. Voor 25 cent kon men er individueel (één toeschouwer per kast) een filmpje bekijken. De Edison Studios produceerden tussen 1894 en 1918 duizenden kortfilms maar ook 54 films met een langere speelduur.

### Elektrische stoel
Edison werkte mee aan de ontwikkeling van de elektrische stoel. Edison was rond 1886 in een felle concurrentiestrijd gewikkeld met George Westinghouse en diens belangrijkste medewerker Nikola Tesla. Edison was een voorstander van een lichtnet op gelijkstroom. Westinghouse was samen met Tesla een voorstander van wisselstroom. Bij deze 'oorlog van de stromen' werden allerlei onfrisse praktijken gebruikt om elkaar zwart te maken. Edison benadrukte het gevaar van wisselstroom door deze te gebruiken voor de eerste executie met de elektrische stoel. Overigens werd het pleit gewonnen door de wisselstroom: dit is nog steeds de norm voor het elektriciteitsnet.

### IJzerertsmijn
Niet op alle gebieden was Edison even succesvol. Al in 1879 was hij begonnen met het realiseren van plannen om elektromagnetisme te gebruiken om gouderts te scheiden uit minderwaardige ijzerertsen. Gedurende de jaren 1890 bouwde hij in het noorden van New Jersey zelfs een volledige fabriek, maar met weinig succes. Zelfs met de hulp van oud-werknemer en vriend Charles Batchelor liep deze mijnbouwonderneming uit op een financieel fiasco.
Om toch nog enig gewin te halen uit zijn mijnbouw hergebruikte Edison enkele machines om Portlandcement te verwerken. Een door hem ontwikkelde kalkoven groeide uit tot een industriële standaard. Edisons cement werd op grote schaal toegepast in gebouwen, dammen en zelfs het Yankee Stadium.

## Huwelijk en kinderen

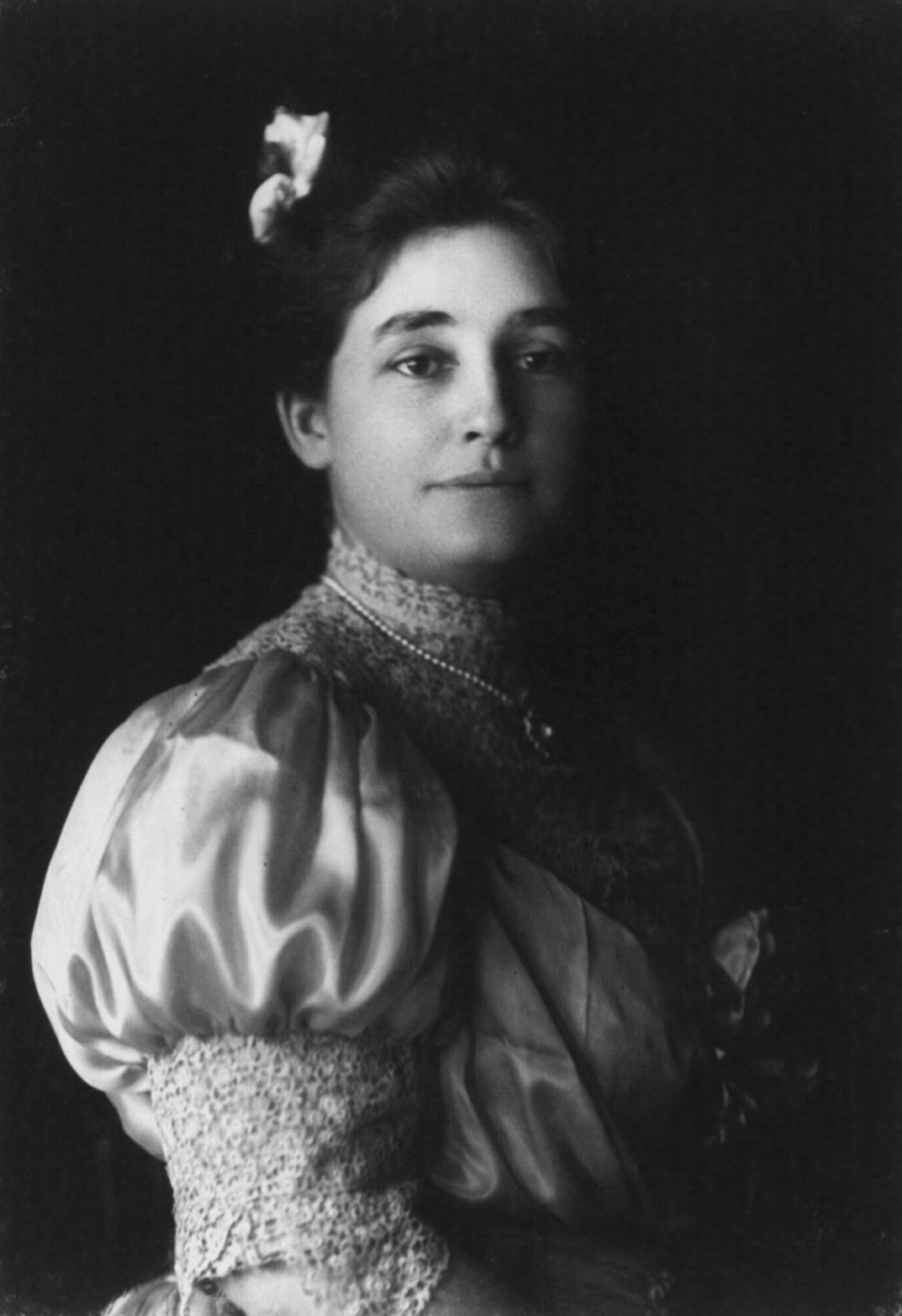
Mina Edison (1906)

Op eerste kerstdag 1871 trad Edison, op 24-jarige leeftijd, in het huwelijk met de toen 16-jarige Mary Stilwell. Hij kende haar toen pas twee maanden, na zijn eerste ontmoeting met haar als werkneemster in een van zijn werkplaatsen te Newark. Samen kregen ze drie kinderen:
- Marion Estelle Edison (1873-1965), bijnaam "Dot"
- Thomas Alva Edison Jr. (1876-1935), bijnaam "Dash"
- William Leslie Edison (1878-1937)

Op 9 augustus 1884 overleed Mary Edison, vermoedelijk door een hersentumor. Twee jaar later, op 24 februari 1886, hertrouwde Edison, 39 jaar oud, met de toen 20-jarige Mina Miller in Akron (Ohio). Ze was de dochter van de uitvinder Lewis Miller. Ook bij haar kreeg hij drie kinderen:
- Madeleine Edison (1888-1979)
- Charles Edison (1890-1969)
- Theodore Edison (1898-1992)

Thomas Edison had vier kleinkinderen, allen uit het huwelijk van zijn dochter Madeleine met John Eyre Sloane: Thomas, John, Peter en Michael Edison Sloane. Mina overleefde haar echtgenoot en hertrouwde daarna met haar jeugdliefde Edwart Everett Hughes. Zij overleed op 24 augustus 1947. Na het overlijden van zijn vader nam Charles de leiding over diens bedrijven over totdat deze in 1959 werden verkocht.

## Trivia
- Edison had, al doet zijn naam anders vermoeden, mogelijk Nederlandse voorouders, maar hierover bestaat geen zekerheid.[17]
- De prestigieuze Nederlandse muziekprijs Edison Music Award die sinds 1960 wordt uitgereikt is naar hem vernoemd.

Twee beroemde uitspraken:
- "Genius is one percent inspiration, ninety-nine percent perspiration." (vert: "Genialiteit bestaat voor 1 procent uit inspiratie en voor 99 procent uit transpiratie").
- "A famous person is often remembered for the ability to take from mankind rather than for his ability to give to mankind." (vert: "Een beroemd persoon wordt eerder herinnerd om wat hij van de mensheid nam, dan om wat hij aan de mensheid gaf").
- Zijn interesse ging ook uit naar religie en filosofie. Edison was ook (ere)lid van de T.S. (Theosofische Vereniging). De ontdekker van de tasimeter zou volgens de Mahatmabrieven 'in belangrijke mate onder bescherming van [ Mahatma, Meester] M. [Morya]' hebben gestaan.[18] Edison werd in 1878 lid van de T.S. in New Jersey, maar was volgens Blavatsky geen actief lid. Hij was vegetariër en voor geweldloosheid.